# Quédillac
 Quédillac  es una población y comuna francesa, situada en la región de Bretaña, departamento de Ille y Vilaine, en el distrito de Rennes y cantón de Saint-Méen-le-Grand.

## Demografía
| 1222 | 1113 | 1046 | 1015 | 1018 | 966 |
| Para los censos de 1962 a 1999 la población legal corresponde a la población sin duplicidades (Fuente: INSEE [Consultar]) |      |      |      |      |     |